# Filippo Pasquali
Filippo Pasquali (Forlì, 20 febbraio 1651 – 1697) è stato un pittore italiano.

## Biografia e opere

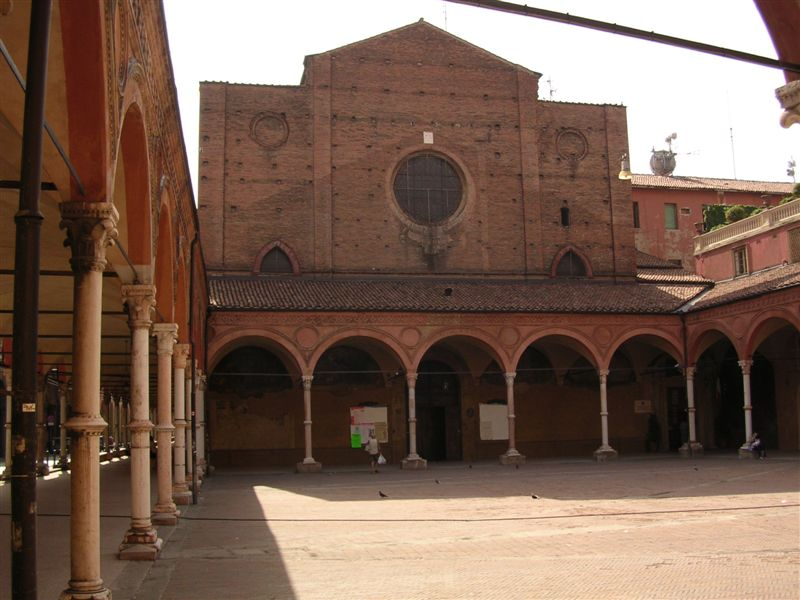
La Basilica di Santa Maria dei Servi, Bologna

Allievo di Carlo Cignani, è stato un pittore di scuola forlivese.
In gioventù dipinse due storie per il portico della Basilica di Santa Maria dei Servi di Bologna, e una tela per la chiesa di San Vittore di Rimini .
Sull'altare maggiore della chiesa di Santa Maria della Visitazione di Forlì, detta Chiesa del Suffragio, è conservata la Visitazione e i Santi Francesco Saverio e Giovanni Nepomuceno.
Sempre a Forlì, ma nella Pinacoteca civica, di lui sono conservati un San Romualdo ed un Autoritratto.
Altre opere sono presenti, ad esempio, nella chiesa di Santa Maria in Valverde di Imola, o in collezioni private.